# Battered
Battered är en amerikansk TV-film från 1978 som handlar om tre kvinnor som misshandlas av sina män. I huvudrollerna ses Karen Grassle, Chip Fields och Joan Blondell. Filmen är regisserad av Peter Werner med manus av Karen Grassle och Cynthia Lovelace Sears.

## Rollista (urval)
- Karen Grassle – Susannah Hawks
- Chip Fields – Ginny Sinclair
- Joan Blondell – Edna Thompson
- Mike Farrell – Michael Hawks
- LeVar Burton – Andrew Sinclair
- Howard Duff – Bill Thompson